# ピアニィ・ピンク
「ピアニィ・ピンク」は、ALI PROJECTの楽曲。宝野アリカが作詞、片倉三起也が作曲を手掛けた。ALI PROJECTの8枚目のシングルとして1997年5月21日にビクターエンタテインメントから発売された。

## 概要
前作に引き続いて、CLAMP原作作品のテーマソングである。
1トラック目の「ピアニィ・ピンク」は、「CLAMP学園探偵団」のオープニングテーマとして使用された。宝野は「元気のある曲」とインタビューで語っている。また、ピアニィ・ピンクが牡丹の花である事から、アルバムDilettante収録の「緋紅的牡丹」（ヒボタンを意味するタイトル）と比して、両極端の歌であることも語っている。2トラック目の「月夜のピエレット」は、ワルツである。また、インタビューでは月下の一群の流れを汲むと語っている。歌詞は童話的としている。
ジャケット絵はCLAMPによる「CLAMP学園探偵団」のものとなっている。

## 収録曲
（全作詞：宝野アリカ、作曲・編曲：片倉三起也）
1. ピアニィ・ピンク
テレビアニメ『CLAMP学園探偵団』オープニングテーマ。
2. 月夜のピエレット
3. ピアニィ・ピンク （オリジナルカラオケ）
4. 月夜のピエレット （オリジナルカラオケ）